# Edlach (Gemeinde Rottenmann)
Edlach ist eine Katastralgemeinde der Stadt Rottenmann. Bis 1974 bildete Edlach mit Bärndorf und Singsdorf die Gemeinde Palten. Die Ortschaft ist die südöstlichste der Gemeinde und ist nicht weit entfernt von Sankt Lorenzen im Paltental.
Edlach liegt in den Rottenmanner Tauern und durch den Ort führt die Schoberpass Straße.